# 田尾寺站
田尾寺站（日语：／ Taoji eki */?）是一個位於日本兵庫縣神戶市北區藤原台北町七丁目，屬於神戶電鐵的鐵路車站。車站編號為KB23。海拔201公尺。

## 車站構造
島式月台1面2線的跨站式站房。

### 月台配置
| 月台 | 路線   | 方向 | 目的地                                 |
| ---- | ------ | ---- | -------------------------------------- |
| 1    | 三田線 | 下行 | 橫山、三田方向                         |
| 2    | 三田線 | 上行 | 有馬口、谷上、鈴蘭台、湊川、新開地方向 |

## 相鄰車站
神戶電鐵
 三田線
■特快速（只限往新開地運行）、■急行、■準急、■普通
岡場（KB22）－田尾寺（KB23）－二郎（KB24）

## 外部連結
- 田尾寺 - 神戶電鐵